# إيزيدور لونش
إيزيدور لونش (بالفرنسية: Isidore de Lynch)‏ هو ضابط فرنسي، ولد في 8 يونيو 1755 في لندن في المملكة المتحدة، وتوفي في 8 أغسطس 1838 في باريس في فرنسا.